# Ikuvium
Ikuvium o Iguvium fue una antigua ciudad de Umbría, cuyo yacimiento arqueológico corresponde hoy a la ciudad de Gubbio.

## Historia
Ikuvium era una ciudad-estado amurallada. Dentro de las murallas había tres puertas: Trebulana, Tessenaca y Vehia. La ciudad estaba dividida en diez decuvie (distritos), que a su vez se dividían en dos partes, cada una gobernada por una familia. El líder espiritual estaba representado por un flamine (sacerdote).
Ikuvium se mantuvo neutral en la lucha entre Roma y los samnitas, etruscos y senones galos que formaban una «liga itálica contra los romanos» y ni siquiera intervino en la batalla de Sentino (295 a. C.) entre otras ciudades de los umbros y los romanos. Posteriormente se sometió pacíficamente a Roma debido a esta neutralidad. En el 82 a. C. se convirtió en municipio romano.
El arroyo Camignano dividía la antigua ciudad en dos partes:
- Certense, habitada exclusivamente por nobles.
- Colonia, una zona habitada por artesanos y campesinos, situada hacia la montaña.

## Arte
De Ikuvium sólo quedan un teatro, situado extramuros, un edificio circular de nueve metros de altura (tal vez un mausoleo o templo), las tablillas eugubinas (texto escrito en idioma umbro, parte en alfabeto etrusco y parte en alfabeto latino) y tres series de monedas, las dos últimas conservadas en el museo del Palacio de los Consoli de la propia Gubbio.